# Kathryn Hahn
Kathryn Hahn (ur. 23 lipca 1973 w Westchester) – amerykańska aktorka, występująca zwłaszcza w drugoplanowych rolach komediowych. Nominowana m.in. do Nagrody Emmy.

## Filmografia

### Filmy
| Rok  | Tytuł                                 | Rola                                    | Uwagi |
| ---- | ------------------------------------- | --------------------------------------- | ----- |
| 1999 | Flushed                               | Women                                   |       |
| 2003 | Jak stracić chłopaka w 10 dni         | Michelle Rueben                         |       |
| 2004 | Wygraj randkę                         | Angelica                                |       |
| 2004 | Legenda telewizji                     | Helen                                   |       |
| 2004 | Na zakręcie                           | Sarah                                   |       |
| 2004 | Wake Up, Ron Burgundy: The Lost Movie | Helen                                   |       |
| 2005 | Zupełnie jak miłość                   | Michelle                                |       |
| 2006 | The Holiday                           | Bristol                                 |       |
| 2007 | Mimzy: mapa czasu                     | Naomi Schwartz                          |       |
| 2008 | Bracia przyrodni                      | Alice Huff                              |       |
| 2008 | Droga do szczęścia                    | Milly Campbell                          |       |
| 2009 | Jak by to sprzedać                    | Babs Merrick                            |       |
| 2010 | Skąd wiesz?                           | Annie                                   |       |
| 2011 | Nasz brat idiota                      | Janet                                   |       |
| 2012 | Raj na ziemi                          | Karen                                   |       |
| 2012 | Dyktator                              | Pregnant Woman                          |       |
| 2013 | Popołudniowa igraszka                 | Rachel                                  |       |
| 2013 | Millerowie                            | Edie Fitzgerald                         |       |
| 2013 | Szkoła życia                          | Jenny Widgeon                           |       |
| 2013 | Dark Around the Stars                 | Judith                                  |       |
| 2013 | Sekretne życie Waltera Mitty          | Odessa Mitty                            |       |
| 2014 | Dziewczyna warta grzechu              | Delta Simmons                           |       |
| 2014 | Powiedzmy sobie wszystko              | Annie Altman                            |       |
| 2015 | The D Train                           | Stacey                                  |       |
| 2015 | Kraina jutra                          | Ursula Gernsback                        |       |
| 2015 | Len and Company                       | Isabelle                                |       |
| 2015 | Wizyta                                | Loretta Jamison                         |       |
| 2015 | Rodzina Fangów                        | Camille Fang                            |       |
| 2016 | Captain Fantastic                     | Harper Cash                             |       |
| 2016 | The Do-Over                           | Becca                                   |       |
| 2016 | Złe mamuśki                           | Carla Dunkler                           |       |
| 2017 | Flower                                | Laurie Vandross                         |       |
| 2017 | Złe mamuśki 2: Jak przetrwać święta   | Carla Dunkler                           |       |
| 2018 | Życie prywatne                        | Rachel Grimes                           |       |
| 2018 | Hotel Transylwania 3                  | Ericka Van Helsing (głos)               |       |
| 2018 | Spider-Man Uniwersum                  | Olivia Octavius / Doktor Octopus (głos) |       |
| 2022 | Hotel Transylwania: Transformania     | Ericka (głos)                           |       |
| 2022 | Glass Onion: Film z serii „Na noże”   | Claire Debella                          |       |
| 2023 | Spider-Man: Poprzez multiwersum       | Olivia Octavius / Doktor Octopus (głos) |       |

### Telewizja
| Rok        | Tytuł                                    | Rola                                   | Uwagi                          |
| ---------- | ---------------------------------------- | -------------------------------------- | ------------------------------ |
| 2001–2007  | Jordan w akcji                           | Lily Lebowski                          | 104 odc.                       |
| 2006       | Four Kings                               | Sharon                                 | 2 odc.                         |
| 2010       | Wyposażony                               | Claire                                 | 3 odc.                         |
| 2011       | Funny or Die Presents                    | Huntress                               | 2 odc.                         |
| 2011       | Rozmowy w korku                          | Kate                                   | 2 odc.                         |
| 2011       | Mad Love                                 | Linda Clay                             | 1 odc.                         |
| 2011       | Free Agents                              | Helen                                  | 8 odc.                         |
| 2012–2015  | Parks and Recreation                     | Jennifer Barkley                       | 11 odc.                        |
| 2012       | Dziewczyny                               | Katherine Lavoyt                       | 4 odc.                         |
| 2012       | Newsroom                                 | Carrie                                 | 1 odc.                         |
| 2012       | Childrens Hospital                       | Lamaze Teacher                         | 1 odc.                         |
| 2012       | Robot Chicken                            | pani Marquez / T-shirt Girl #1 (głosy) | 1 odc.                         |
| 2013–2015  | Kroll Show                               | Mama Mikey'ego                         | 5 odc.                         |
| 2013       | NTSF:SD:SUV::                            | Marge                                  | 1 odc.                         |
| 2013       | The Greatest Event in Television History | Greta Strauss / Sara Rush              | 2 odc.                         |
| 2014       | Chozen                                   | Tracy (głos)                           | 8 odc.                         |
| 2014       | Amerykański tata                         | Luli (głos)                            | 1 odc.                         |
| 2014–2019  | Transrodzic                              | Raquel Fein                            | 22 odc.                        |
| 2014, 2020 | Bob’s Burgers                            | Jessica (głos)                         | 2 odc.                         |
| 2015       | Happyish                                 | Lee Payne                              | 10 odc.                        |
| 2015       | Last Week Tonight with John Oliver       | Żona                                   | 1 odc.                         |
| 2016       | Brooklyn 9-9                             | Eleanor Horstweil                      | 1 odc.                         |
| 2016–2017  | I Love Dick                              | Chris Kraus                            | 8 odc.; też producentka wykon. |
| 2018       | The Romanoffs                            | Anka                                   | 1 odc.                         |
| 2018       | Angie Tribeca                            | Susan                                  | 1 odc.                         |
| 2019       | Mrs. Fletcher                            | Eve Fletcher                           | 7 odc.; też producentka        |
| 2020       | To wiem na pewno                         | Dessa Constantine                      | 6 odc.                         |
| 2020–2022  | Central Park                             | Paige Hunter (głos)                    | w gł. obsadzie                 |
| 2021       | WandaVision                              | Agnes / Agatha Harkness                | w gł. obsadzie                 |
| 2021       | The Shrink Next Door                     | Phyllis Shapiro                        | 8 odc.                         |
| 2023       | Małe wielkie historie                    | Clare Pierce                           | główna rola                    |
| 2024       | To zawsze Agatha                         | Agatha Harkness                        | główna rola                    |
| 2024       | A gdyby... ?                             | Agatha Harkness (głos)                 | w postprodukcji                |